# جوایز انجمن منتقدان فیلم منطقه واشینگتن، دی.سی. ۲۰۲۳
جوایز انجمن منتقدان فیلم منطقه واشینگتن، دی.سی. ۲۰۲۳ (انگلیسی: Washington D.C. Area Film Critics Association Awards 2023)؛ در ۱۰ دسامبر ۲۰۲۳ اعلام شد. نامزدها در ۹ دسامبر ۲۰۲۳ اعلام شدند. اوپنهایمر (فیلم) با یازده نامزدی، باربی (فیلم) با ده نامزدی پیشتاز شد. فیلم اوپنهایمر با شش جایزه بیشترین جوایز از جمله بهترین کارگردان و بهترین بازیگر مرد را به دست آورد.
== برندگان و نامزدها ==ب

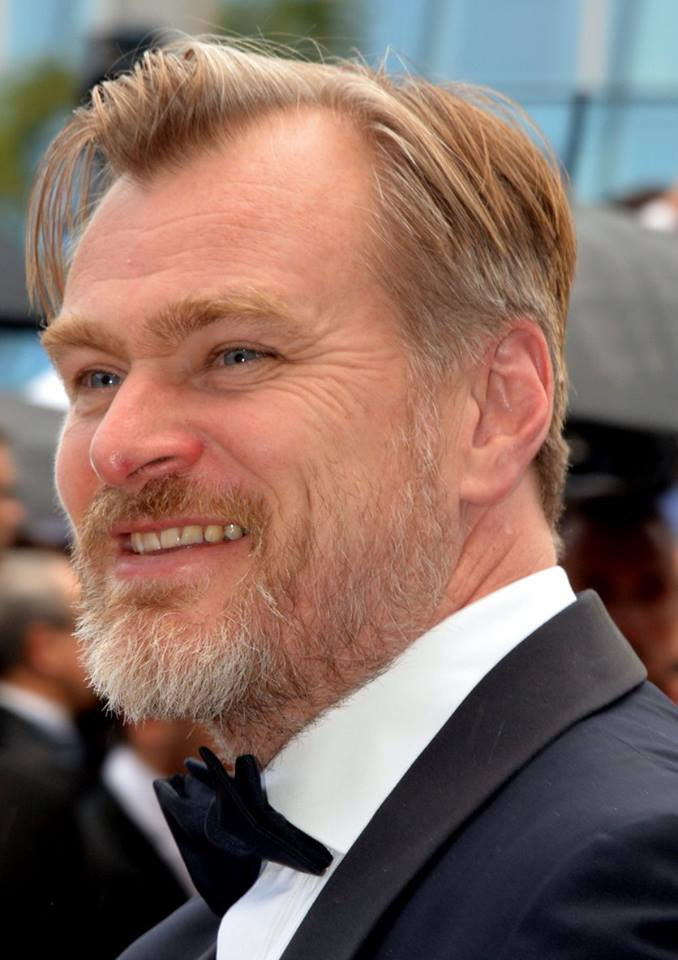
کریستوفر نولان، برنده بهترین کارگردانی

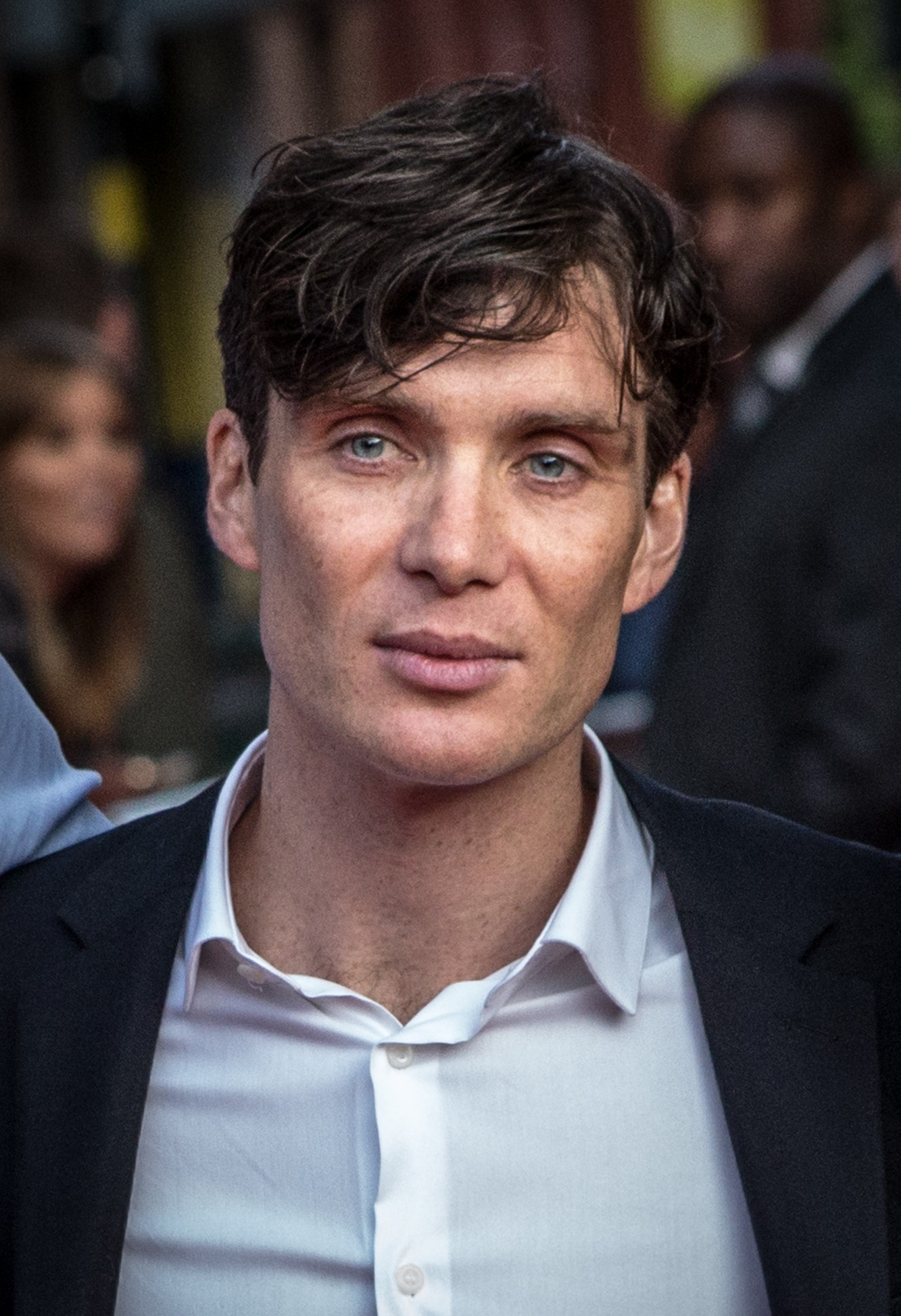
کیلین مورفی، برنده بهترین بازیگر مرد

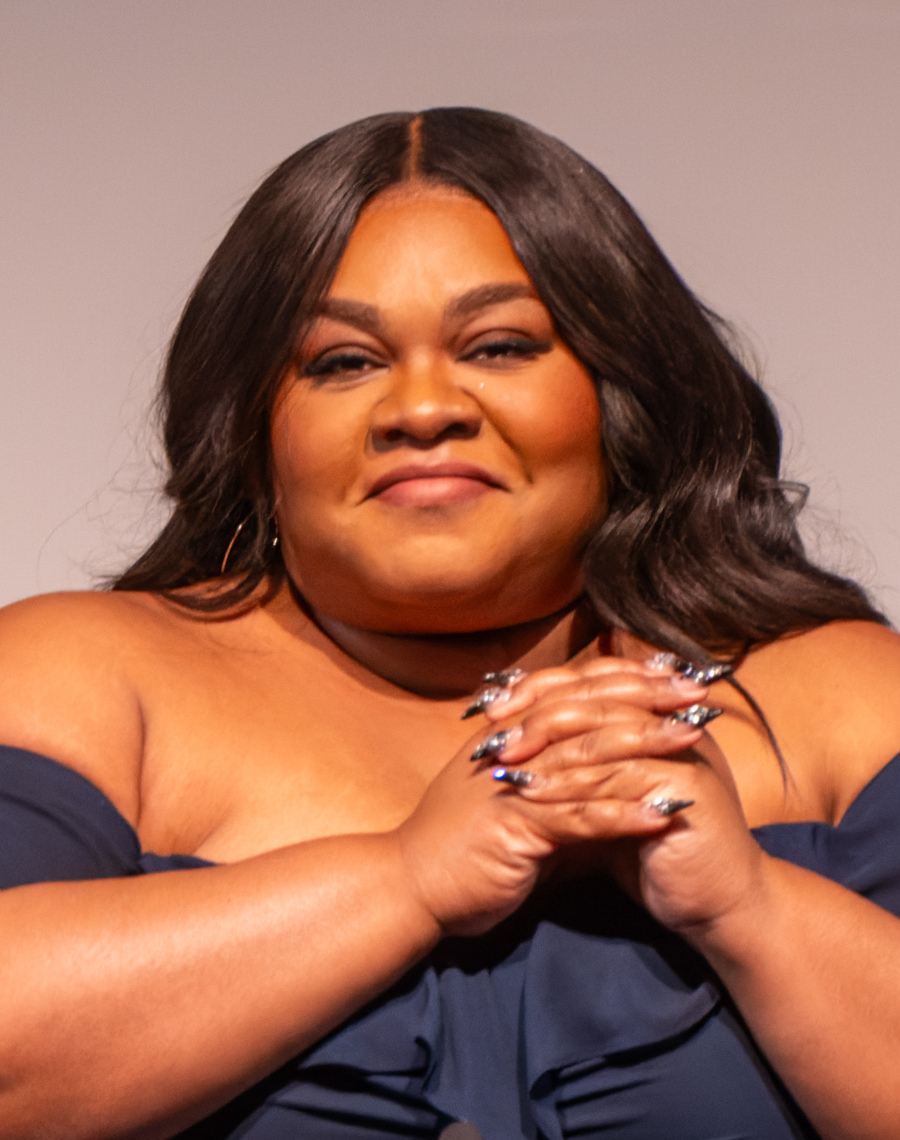
دیواین جوی رندالف، برنده بهترین بازیگر نقش مکمل زن

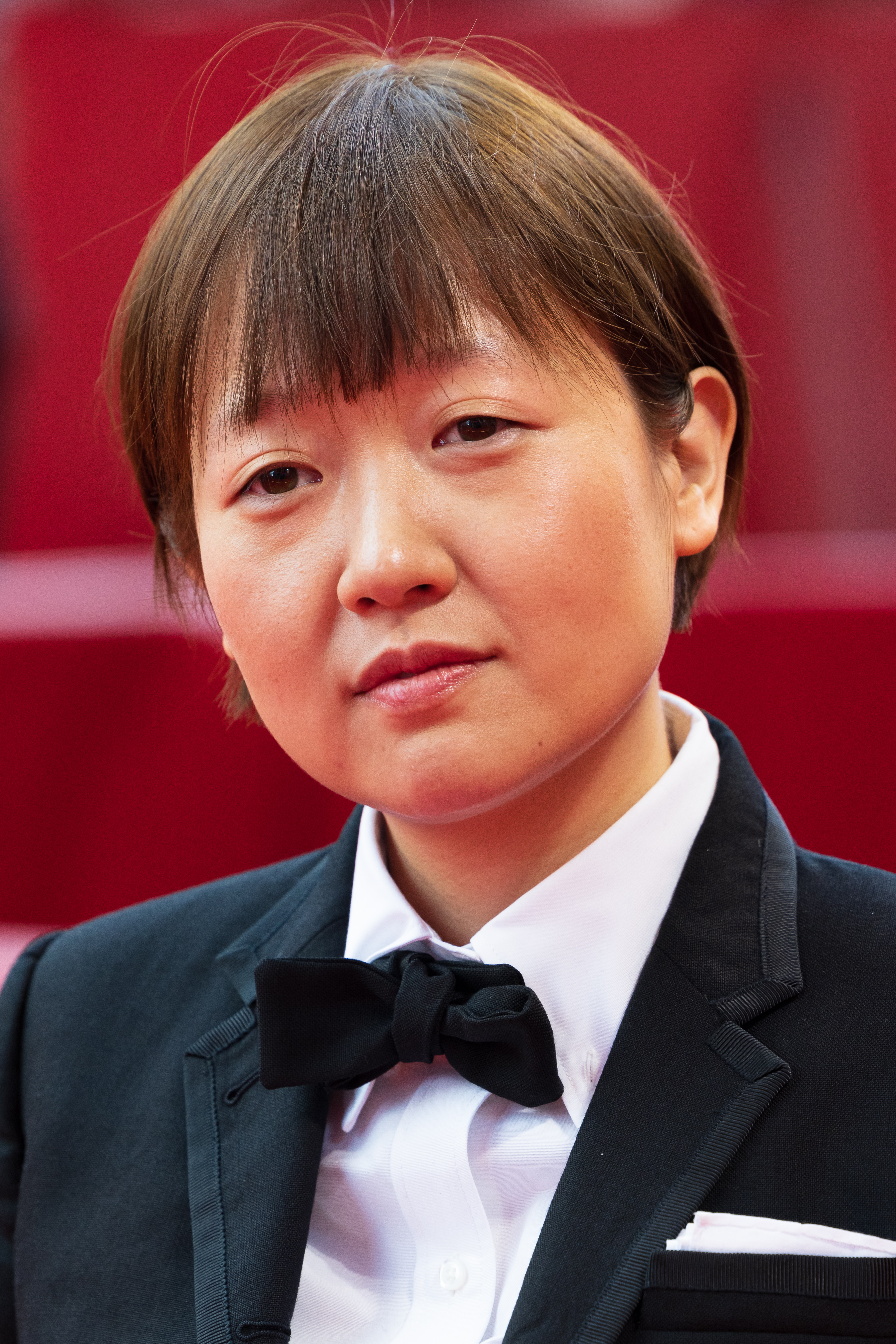
سلین سونگ، برنده بهترین فیلمنامه اورجینال

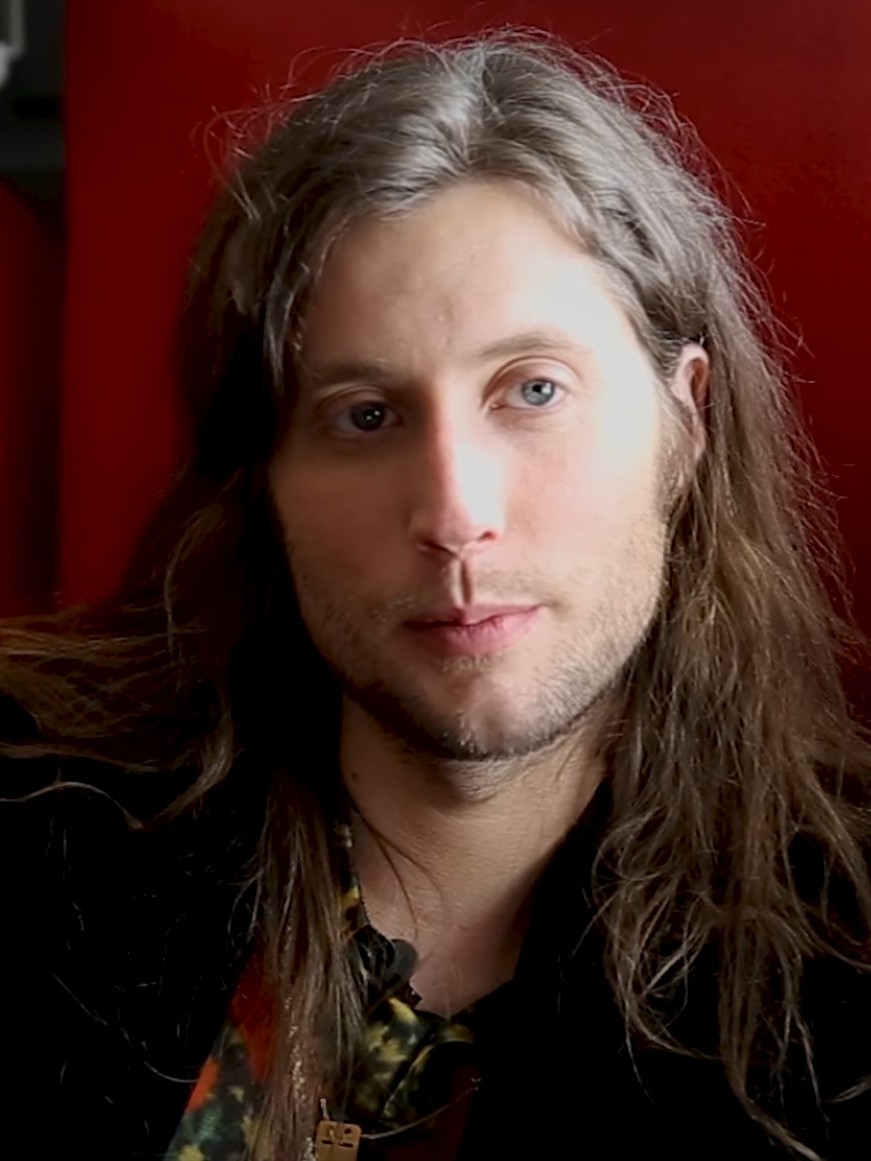
لودویگ گورانسون، برنده بهترین موسیقی متن اصلی

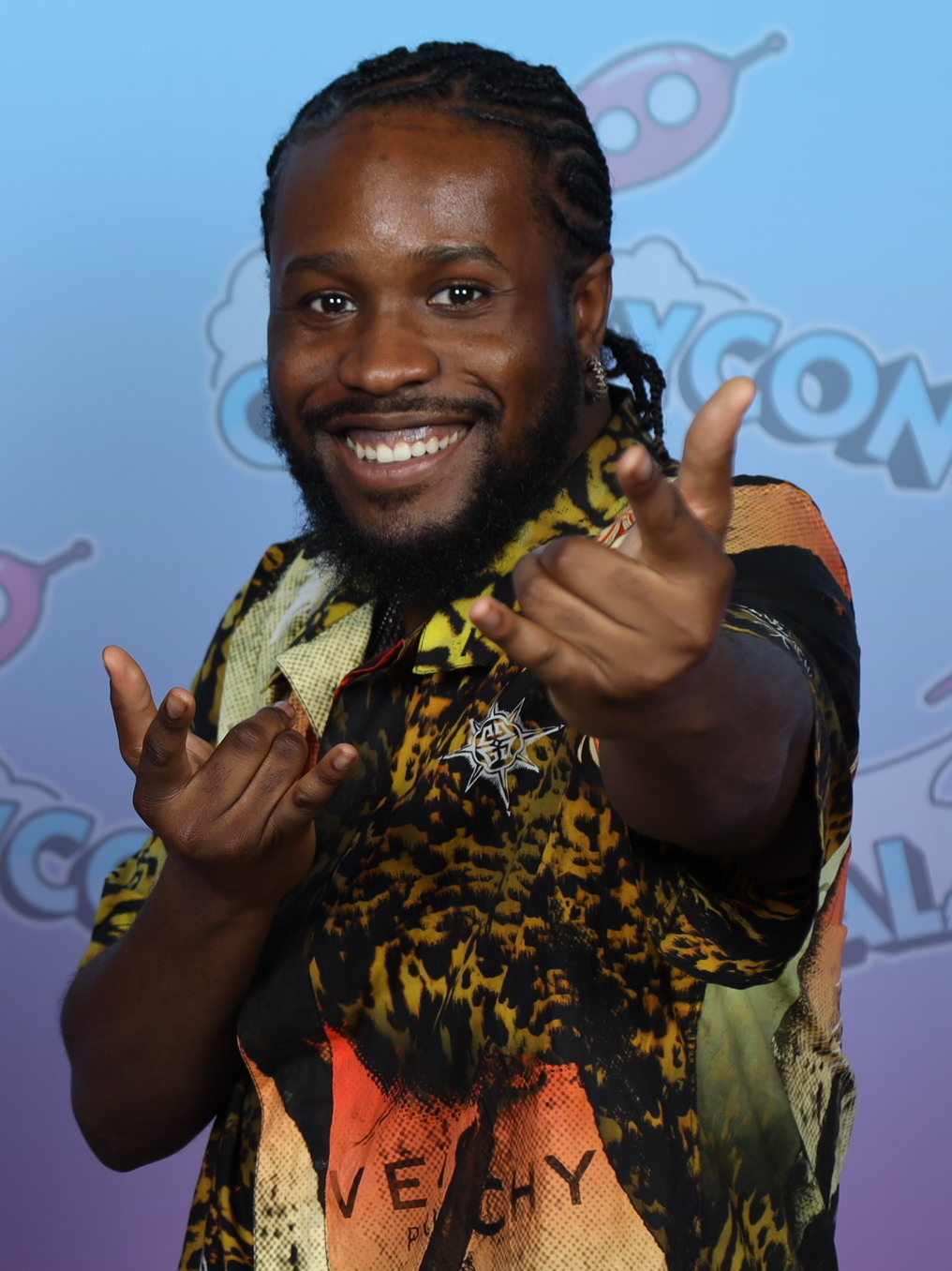
شامیک مور، برنده بهترین اجرای صوتی

برندگان ابتدا و به صورت «بولدفیس» فهرست شده‌اند.
| بهترین فیلم | بهترین کارگردان |
| --- | --- |
| داستان آمریکایی - باربی (فیلم) - جاماندگان - قاتلان ماه گل - اوپنهایمر (فیلم) - "زندگی‌های گذشته" | کریستوفر نولان – اوپنهایمر (فیلم) - گرتا گرویگ – باربی (فیلم) - یورگوس لانتیموس – بیچارگان (فیلم) - مارتین اسکورسیزی – قاتلان ماه گل - سلین سونگ – زندگی‌های گذشته |
| جایزه انجمن تعیینان فیلم منطقه واشینگتن دی.سی. برای بهترین بازیگر مرد | بهترین بازیگر زن |
| کیلین مورفی – اوپنهایمر (فیلم) به عنوان جی. رابرت اوپنهایمر - بردلی کوپر – مایسترو (فیلم ۲۰۲۳) به عنوان لئونارد برنستاین - کولمن دومینگو – راستین (فیلم) به عنوان بایارد راستین - پل جیاماتی – جاماندگان در نقش Paul Hunham - جفری رایت (بازیگر) – داستان آمریکایی در نقش Thelonious "Monk" Ellison                                                        | لیلی گلادستون – قاتلان ماه گل به عنوان مولی کایل - آنجانو الیس – خاستگاه (فیلم) به عنوان Isabel Wilkerson - گرتا لی – زندگی‌های گذشته در نقش نورا مون - مارگو رابی – باربی (فیلم) به عنوان باربی - اما استون – بیچارگان (فیلم) در نقش بلا باکستر |
| جایزه انجمن تعیینان فیلم منطقه واشینگتن دی.سی. برای بهترین بازیگر نقش مکمل مرد | بهترین بازیگر نقش مکمل زن |
| چارلز ملتون (بازیگر) – می دسامبر در نقش جو یو. - استرلینگ کی براون – داستان آمریکایی در نقش کلیفورد "کلیف" الیسون - رابرت داونی جونیور – اوپنهایمر (فیلم) به عنوان لوئیس استراوز - رایان گسلینگ – باربی (فیلم) به عنوان Ken - دومینیک سسا – جاماندگان در نقش آنگوس تولی                                                                                    | دیواین جوی رندالف – جاماندگان در نقش مریم بره - امیلی بلانت – اوپنهایمر (فیلم) به عنوان کاترین اوپنهایمر - دانیل بروکس – رنگ ارغوانی (فیلم ۲۰۲۳) در نقش سوفیا - وایولا دیویس – ایر (فیلم ۲۰۲۳) در نقش دلوریس جردن - جودی فاستر – نایاد (فیلم) در نقش Bonnie Stoll |
| بهترین فیلمنامه اصلی | بهترین فیلمنامه اقتباسی |
| زندگی‌های گذشته – سلین سونگ - ایر (فیلم ۲۰۲۳) – Alex Convery - آناتومی یک سقوط – ژوستین تریه و آرتور هراری - باربی (فیلم) – گرتا گرویگ و نوآ بامبک - جاماندگان – دیوید همینگسون | داستان آمریکایی – کورد جفرسون - قاتلان ماه گل – اریک راث و مارتین اسکورسیزی - اوپنهایمر (فیلم) – کریستوفر نولان - خاستگاه (فیلم) – ایوا دورنی - بیچارگان (فیلم) – تونی مک نامارا |
| بهترین فیلم انیمیشن | بهترین مستند |
| مرد عنکبوتی: در میان دنیای عنکبوتی' - "پسرک و مرغ ماهی‌خوار" - المنتال - نیمونا (فیلم) - لاک‌پشت‌های نینجای جهشیافته نوجوان: آشوب جهشیافته | سمفونی آمریکایی' - ۲۰ روز در ماریوپل - "ریچارد کوچولو: من همه چیز هستم" - هنوز:فیلم مایکل جی فاکس - "آنها به نوازنده پیانو شلیک کردند" |
| جایزه انجمن منتقدان فیلم منطقه واشینگتن، دی.سی. برای بهترین فیلم خارجی | بهترین فیلمبرداری |
| آناتومی یک سقوط' - "برگ‌های افتاده" - روزهای عالی - انجمن برف - اشتیاق دودن بوفان - اتاق دبیران - منطقه دلخواه | اوپنهایمر (فیلم) – هویته ون هویتما - باربی (فیلم) – رودریگو پریتو - قاتلان ماه گل – رودریگو پریتو - مایسترو (فیلم ۲۰۲۳) – متیو لیباتیک - بیچارگان (فیلم) – رابی رایان |
| بهترین ویرایش | بهترین موسیقی متن |
| اوپنهایمر (فیلم) – جنیفر لیم - باربی (فیلم) – Nick Houy - جان ویک: بخش ۴ – Nathan Orloff - قاتلان ماه گل – تلما شونمیکر - مایسترو (فیلم ۲۰۲۳) – میشل تسورو | اوپنهایمر (فیلم) – لودویگ گورانسون - رنگ ارغوانی (فیلم ۲۰۲۳) – کریس باورز - قاتلان ماه گل – رابی رابرتسون - بیچارگان (فیلم) – جرسکین فندریکس - مرد عنکبوتی: در میان دنیای عنکبوتی – دانیل پمبرتن |
| بهترین طراحی تولید | جایزه انجمن تعیینان فیلم منطقه واشینگتن دی.سی. برای بهترین گروه بازیگران |
| باربی (فیلم) – سارا گرینوود (طراح تولید); کتی اسپنسر (دکوراتور) - استروید سیتی – آدام استوکهاوزن (طراح تولید); کریس موران (دکوراتور) - قاتلان ماه گل – جک فیسک (طراح تولید); آدام ویلیس (دکوراتور) - اوپنهایمر (فیلم) – روث دی جونگ (طراح تولید); کلر کافمن (دکوراتور) - بیچارگان (فیلم) – شونا هیث و جیمز پرایس (طراحان تولید); Zsuzsa Mihalek (دکوراتور) | اوپنهایمر (فیلم)' - داستان آمریکایی - باربی (فیلم) - جاماندگان - [قاتلان ماه گل]] |
| بهترین اجرای جوانان | بهترین اجرای صدا |
| دومینیک سسا – جاماندگان در نقش آنگوس تولی. - Joe Bird – با من حرف بزن (فیلم ۲۰۲۲) در نقش رایلی - ابی رایدر فورتسون – خدایا آن‌جایی؟ منم مارگرت (فیلم) در نقش مارگارت سایمون - Milo Machado-Graner – ''آناتومی یک سقوط]] در نقش دانیل مالسکی - آریانا گرینبلات – باربی (فیلم) در نقش ساشا - ایمان ولانی – مارول‌ها در نقش Kamala Khan / Ms. Marvel            | شامیک مور – مرد عنکبوتی: در میان دنیای عنکبوتی به عنوان مرد عنکبوتی (مایلز مورالز) - جک بلک به عنوان باوزر – فیلم برادران سوپر ماریو - دنیل کالویا – مرد عنکبوتی: در میان دنیای عنکبوتی به عنوان Hobie Brown / Spider-Punk - هیلی استاینفلد – مرد عنکبوتی: در میان دنیای عنکبوتی به عنوان Gwen Stacy / Spider-Gwen - ماساکی سودا – پسرک و مرغ ماهی‌خوار در نقش حواصیل خاکستری |